# Райони Відня

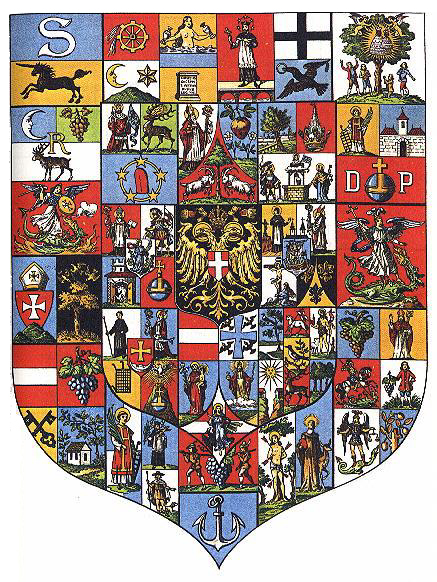
Об'єднані герби районів Відня (H. Ströhl, 1902)

Відень, починаючи з 1954 року, складається з 23 районів (нім. Gemeindebezirke). Віденці користуються зазвичай назвами віденських районів (наприклад, "Оттакрінг") або їх номерами (наприклад, "16-й район", просто "Шістнадцятий" чи у письмовій формі "Відень 16"). Ці номери знаходяться на більшості табличок з назвою вулиці (наприклад, "16. Thaliastraße"), а також утворюють другу і третю цифру поштового індексу (1010 для 1-го району до 1230 для 23-го району).
З юридичної точки зору, вони не є районами в сенсі адміністративного поділу Австрії (як, наприклад, округи в інших землях), а просто підрозділами міської адміністрації. Тим не менше, в цих районах проходять вибори, а виборні представники мають деякі політичні повноваження, наприклад, в області міського планування. Крім того, кожен район має свою адміністративну будівлю (крім 13-го і 14-го районів, які ділять одну будівлю), так що містяни можуть, скажімо, отримати новий паспорт в своєму районі.

### Історія районів міста
Історичне старе місто, що сьогодні збігається з більшою частиною 1-го району, відповідало ще в революційному 1848 році території міста. Але імператор Франц Йосиф провів у 1849-1850, 1890-1892 і у 1904-1905 роках три великі розширення міста.
17 березня 1849 р. було видано імператорський патент, що став тимчасовим муніципальний кодексом для монархії. Згідно патенту "передмістя ... мали утворити єдиний муніципалітет з фактичним містом". Таким чином, віденські околиці були об'єднані згідно закону.
У 1850 р. передмістя Відня вздовж міських фортифікаційних споруд, були приєднані і розділені на райони з 2-го по 8-й. 
У 1861 р. 4-й район був поділений на дві частини. 
У 1874 р. частини 4-го і 5-го районів, що знаходилися за межами фортифікаційних споруд були об'єднані в новий 10-й район під назвою Фаворітен. 
Згідно закону, який набув чинності 1 січня 1892 року, усі околиці Відня на правому березі Дунаю, були об'єднані з містом. Таким чином у Відні стало 19 районів. 
У 1900 році північна частина 2-го району була оголошена 20-м районом. 
Під час третього великого розширення, що набуло чинності в 1905 році, на лівому березі Дунаю був заснований великий 21-й район під назвою Флорідсдорф. Він поширювався з Стреберсдорфа на півночі до Лобау на південному сході (територія між Дунаєм і Старим Дунаєм залишилася частково у 2-му районі аж до 1938 року ) 
Четверте значне розширення міської території відбулося за часів націонал-соціалізму, оскільки 15 жовтня 1938 року був утворений Великий Відень з 26 районами. Це розширення значною мірою було скасовано рішенням Парламенту та федеральними землями Відень і Нижня Австрія у 1946 році, але рішення набуло чинності лише в 1954 році через вето окупаційної влади. З 97 перемість, приєднаних у 1938 році, лише 17 залишилися у Відні.
Межі міста залишаються незмінними з 1954 року.

### Муніципальні райони (нім.Gemeindebezirke)
Межі району намагалися сумістити з важливими дорогами або річками, хоча це означало, що деякі колишні райони були розділені. Внутрішні райони 1 і 3-9 відокремлюються кільцевою дорогою (нім. Gürtel) від зовнішніх районів. У районах 1, 3, 9, 11 і 19 Дунайський канал є частиною меж районів, а в районах 11, 19, 21 і 22 сам Дунай. Дунайський канал і Дунай відокремлюють також 2 і 20 райони від усіх інших районів. На лівому березі Дунаю заходяться райони 21 і 22.
| №  | Район                 | нім. Gemeindebezirke | Площа, га (2017-01-01) | Населення, осіб (2017-01-01) | Адміністративний поділ Відня |
| -- | --------------------- | -------------------- | ---------------------- | ---------------------------- | ---------------------------- |
| 1  | Внутрішнє місто       | Innere Stadt         | 286,89                 | 16 465                       | Адміністративний поділ Відня |
| 2  | Леопольдштадт         | Leopoldstadt         | 1 923,06               | 105 003                      | Адміністративний поділ Відня |
| 3  | Ландштрасе            | Landstraße           | 739,63                 | 90 183                       | Адміністративний поділ Відня |
| 4  | Віден                 | Wieden               | 177,47                 | 33 035                       | Адміністративний поділ Відня |
| 5  | Маргаретен            | Margareten           | 201,09                 | 55 356                       | Адміністративний поділ Відня |
| 6  | Маріагільф            | Mariahilf            | 145,23                 | 31 865                       | Адміністративний поділ Відня |
| 7  | Нойбау                | Neubau               | 160,45                 | 32 197                       | Адміністративний поділ Відня |
| 8  | Йозефштадт            | Josefstadt           | 108,97                 | 25 528                       | Адміністративний поділ Відня |
| 9  | Альзергрунд           | Alsergrund           | 296,66                 | 42 709                       | Адміністративний поділ Відня |
| 10 | Фаворитен             | Favoriten            | 3 181,42               | 198 083                      | Адміністративний поділ Відня |
| 11 | Зіммеринг             | Simmering            | 2 324,80               | 100 137                      | Адміністративний поділ Відня |
| 12 | Майдлінг              | Meidling             | 810,07                 | 95 955                       | Адміністративний поділ Відня |
| 13 | Гітцинг               | Hietzing             | 3 770,32               | 54 171                       | Адміністративний поділ Відня |
| 14 | Пенцинг               | Penzing              | 3 375,36               | 92 337                       | Адміністративний поділ Відня |
| 15 | Рудольфсгайм-Фюнфгаус | Rudolfsheim-Fünfhaus | 392,27                 | 78 999                       | Адміністративний поділ Відня |
| 16 | Оттакринг             | Ottakring            | 867,16                 | 104 323                      | Адміністративний поділ Відня |
| 17 | Гернальс              | Hernals              | 1138,66                | 57 180                       | Адміністративний поділ Відня |
| 18 | Веринг                | Währing              | 634,56                 | 51 128                       | Адміністративний поділ Відня |
| 19 | Деблінг               | Döbling              | 2 493,77               | 72 107                       | Адміністративний поділ Відня |
| 20 | Бригіттенау           | Brigittenau          | 570,81                 | 86 868                       | Адміністративний поділ Відня |
| 21 | Флоридсдорф           | Floridsdorf          | 4 443,10               | 158 712                      | Адміністративний поділ Відня |
| 22 | Донауштадт            | Donaustadt           | 10 227,83              | 184 188                      | Адміністративний поділ Відня |
| 23 | Лізінг                | Liesing              | 3 205,68               | 101 053                      | Адміністративний поділ Відня |
|    | Відень                | Wien                 | 41 475,24              | 1 867 582                    | Карта районів Відня          |

### Подальший адміністративні поділ
- Місто Відень поділене на 12 судових районів
- Земельна книга (нім. Grundbuch) передбачає поділ на 89 кадастрових громад, межі яких не обов'язково збігаються з межами районів.